# Ziver
Ziver ou, selon son nom administratif, Ziver montagne est un village du Cameroun situé dans le département de la Mayo-Tsanaga et la Région de l'Extrême-Nord, en pays Mafa. Il fait partie de la commune de Mokolo et du canton de Matakam-Sud.
Le sommet du Mont Ziver, 1412 mètres, est le point habité le plus haut des Monts Mandara. Les densités y dépassent les 300 habitants/km2. Les Mafa, l'ethnie montagnarde la plus nombreuse des Monts Mandara, y  ont mis en valeur non seulement les pentes abruptes par l'établissement de terrasses mais aussi ont développé un petit élevage bovin reposant sur deux pâturages occupant une belle cuvette, le tout formant un terroir agropastoral remarquable.

## Histoire
La création date de 1962. À la suite d'« incidents » (les montagnards ayant reçu les goumiers à coup de tirs de flèches)  les autorités imposent un déplacement à la population des habitants du Mont Ziver, les forçant à s'installer à 20 km de chez eux, sur le plateau de Mokolo. Bien qu'une partie d'entre eux s'échappent et retournent à leur terre d'origine, une autre partie de la population prend en compte les meilleures conditions de vie, et met en place une double résidence, pour exploiter champs anciens et nouveaux.

## Culture
Ziver occupe une place centrale dans la culture mafa : les champs recensés les plus élevés sont situés à une altitude de 1200 mc'est toujours dans les champs annexes de ce village qu'a lieu la première fête des moissons des monts Mandara.